# Седжано
Седжано (итал. Seggiano) — коммуна в Италии, располагается в области Тоскана, в провинции Гроссето.
Население составляет 976 человек (2008 г.), плотность населения составляет 20 чел./км². Занимает площадь 50 км². Почтовый индекс — 58038. Телефонный код — 0564.
Покровителем коммуны почитается святой Варфоломей, празднование 24 августа.

## Демография
Динамика населения:

## Администрация коммуны
- Официальный сайт: